# Краснолицая сильвиетта
Краснолицая сильвиетта (лат. Sylvietta whytii) — вид птиц из семейства африканских славок. Видовое латинское название дано в честь шотландского натуралиста Александера Уайта (1834—1908).
Вид распространён в Восточной Африке. Встречается от Эфиопии до Мозамбика. Живёт в субтропических или тропических сухих и влажных лесах, а также субтропических или тропических влажных кустарниковых степях.
Мелкая птица, длиной до 9 см. Верхняя часть тела светло-серая, нижняя часть и голова - каштановые.
Питается насекомыми и другими мелкими членистоногими. Размножается в конце сухого сезона, и в начале сезона дождей.